# Með suð í eyrum við spilum endalaust
Með suð í eyrum við spilum endalaust är det isländska bandet Sigur Rós femte studioalbum, som släpptes 23 juni 2008.

## Låtlista
| Nr  | Titel                          | Längd | Svensk tolkning                                             |
| --- | ------------------------------ | ----- | ----------------------------------------------------------- |
| 1.  | "Gobbledigook"                 | 3.07  | "Gallimatias" (engelska)                                    |
| 2.  | "Inní mér syngur vitleysingur" | 4.03  | "Inuti mig sjunger en galning"                              |
| 3.  | "Góðan daginn"                 | 5.15  | "God morgon"                                                |
| 4.  | "Við spilum endalaust"         | 3.33  | "Vi spelar i all evighet"                                   |
| 5.  | "Festival"                     | 9.25  | "Festival"                                                  |
| 6.  | "Með suð í eyrum"              | 4.55  | "Med surr i öronen"                                         |
| 7.  | "Ára bátur"                    | 8.57  | "Roddbåt"                                                   |
| 8.  | "Illgresi"                     | 4.13  | "Ogräs"                                                     |
| 9.  | "Fljótavík"                    | 3.49  | "Fljótavík" (plats på Island)                               |
| 10. | "Straumnes"                    | 2.01  | "Straumnesfjäll" (plats på Island, i närheten av Fljótavík) |
| 11. | "All Alright"                  | 6.18  | "Helt okej" (engelska)                                      |